# 요아킴
성 요아킴은 성녀 안나의 남편이자 성모 마리아의 아버지이며, 예수 그리스도의 외할아버지이다. 요아킴과 안나 부부의 이야기는 정경 복음서에는 등장하지 않으며, 외경 야고보 복음서에 언급된다.

## 기독교 전승
예수의 족보를 다룬 마태오 복음서와 루카 복음서에는 마리아의 양친의 이름은 언급되지 않지만, 마리아의 남편 요셉의 아버지 부분에서 두 복음서가 서로 다른 인물을 기술하고 있기 때문에, 다마스쿠스의 성 요한(8세기)을 비롯한 많은 학자들, 특히 개신교 학자들은 루카 복음서의 족보는 마리아의 족보를 다룬 것이며, 그녀의 아버지는 엘리라고 주장한다. 요셉의 아버지가 두 명인 문제를 해결하기 위해 신학자들은 한 명은 솔로몬에게서 내려온 후손, 또 다른 한 명은 다윗의 아들 나탄의 후손이라고 해석한다. 7세기 전승에서 엘리는 요아킴의 종형제라고 명시되어 있다.
야고보의 원복음서에서는 요아킴을 다윗 가문의 사람으로 대단한 부자로 기술하고 있다. 그는 예루살렘 성전에 가서 가난한 사람들을 위해 제물을 바치고자 하였다. 그러나 대사제가 “당신은 슬하에 자녀를 두지 못했으니 제물을 바치는 것이 율법에 어긋나오.”라고 말하고 그 제물을 거절했다. 몹시 속이 상한 요아킴은 다시는 아내인 안나를 보지 않기로 작정하고 광야로 들어가 천막을 친 뒤에 40일간 밤낮으로 단식하였다. 안나 또한 자신이 아이를 못 낳는 신세를 한탄하며 근심 걱정에 휩싸였다. 그러자 천사들이 요아킴과 안나에게 각각 나타나 임신할 것이라고 알렸다. 천사의 말을 듣고 요아킴은 목동들을 이끌고 예루살렘으로 돌아가 도시 성문 앞에서 안나와 해후하였다. 요아킴과 안나의 이야기는 중세 시대 성인전인 《황금 전설》에 수록되었으며, 트리엔트 공의회가 외경에 나오는 내용을 주제로 한 그림 제작에 제재를 가하기 전까지 기독교 예술 분야에서 큰 인기를 끌었다.

## 같이 보기
- 안나 (마리아의 어머니)